# Ploceidae
Gli uccelli tessitori (Ploceidae Sundevall, 1836) sono una famiglia di piccoli uccelli passeriformi tipici soprattutto dell'Africa subsahariana, caratterizzati da colori vivaci e dall'abitudine di costruire nidi di grandi dimensioni e struttura complessa.

## Descrizione
Sono uccelli passeriformi di dimensioni medio-piccole (11–24 cm di lunghezza), dotati di un becco corto e robusto. Nella maggior parte delle specie è presente un marcato dimorfismo sessuale: i maschi hanno livree a colori molto vivaci mentre le femmine hanno un aspetto piuttosto dimesso.

## Biologia

### Alimentazione
Sono uccelli prevalentemente granivori e  insettivori, la cui dieta si adatta alla disponibilità stagionale di risorse; alcune specie sono anche frugivore.

### Riproduzione
Sono animali gregari e non di rado i loro nidi sono coloniali, spesso sospesi o dotati di estensioni tubolari, che in alcune specie possono raggiungere il diametro di 3 o 4 m. In molte specie è il maschio a costruire il nido, attraendovi la femmina con rituali di corteggiamento anche molto complessi. Dopo l'accoppiamento, la femmina depone da 2 a 8 uova, il cui colore va dal bianco, all'azzurro o verde chiaro, a seconda della specie. In alcune specie entrambi i sessi si occupano della cova, in altre è compito solo della femmina.

## Distribuzione e habitat
Sono diffusi soprattutto nell'Africa subsahariana ma alcune specie si trovano anche in Asia e in Australia.

## Tassonomia
Secondo il Congresso Ornitologico Internazionale (2018) la famiglia Ploceidae comprende i seguenti generi e specie:
- Genere Bubalornis A. Smith, 1836

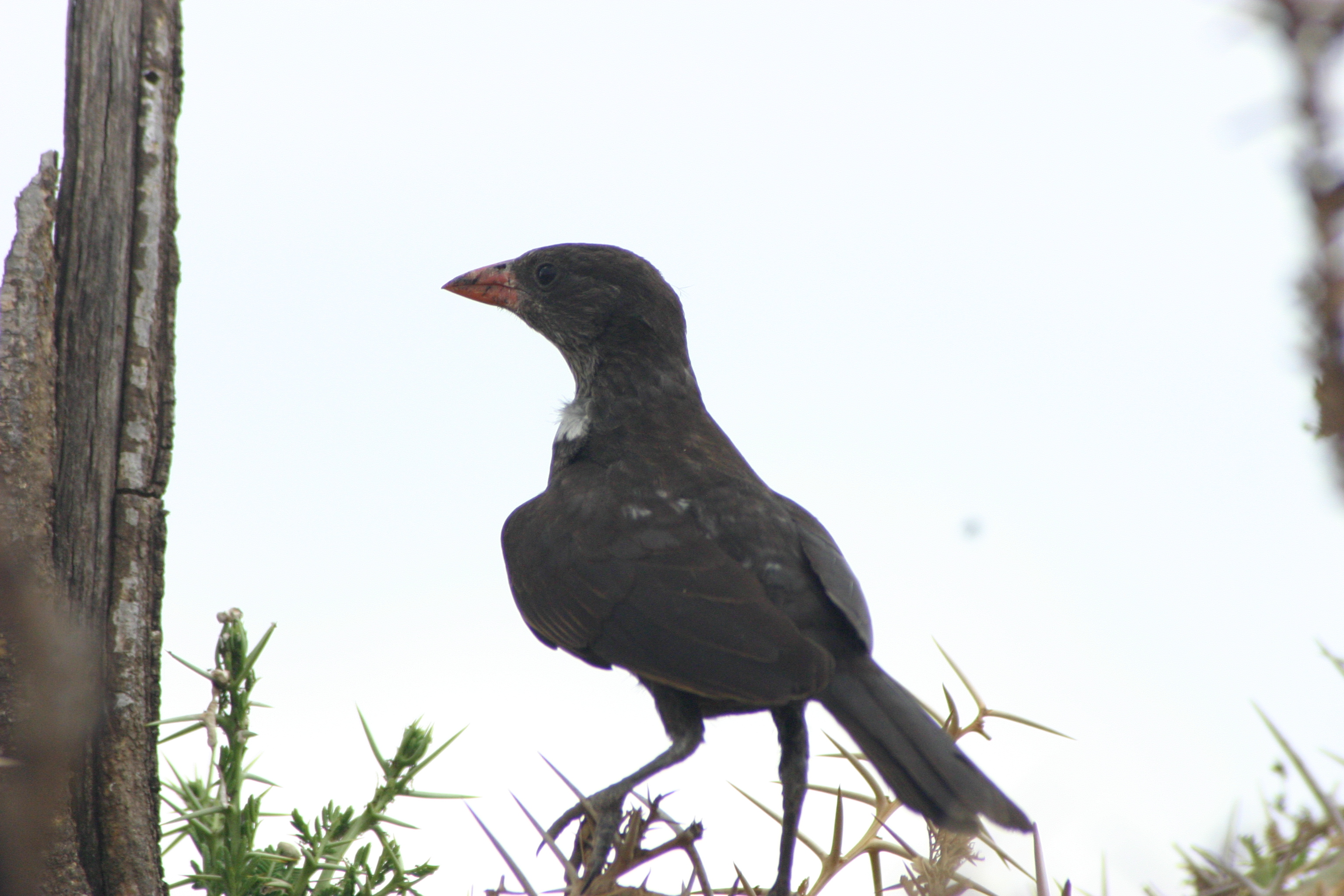
Bubalornis niger

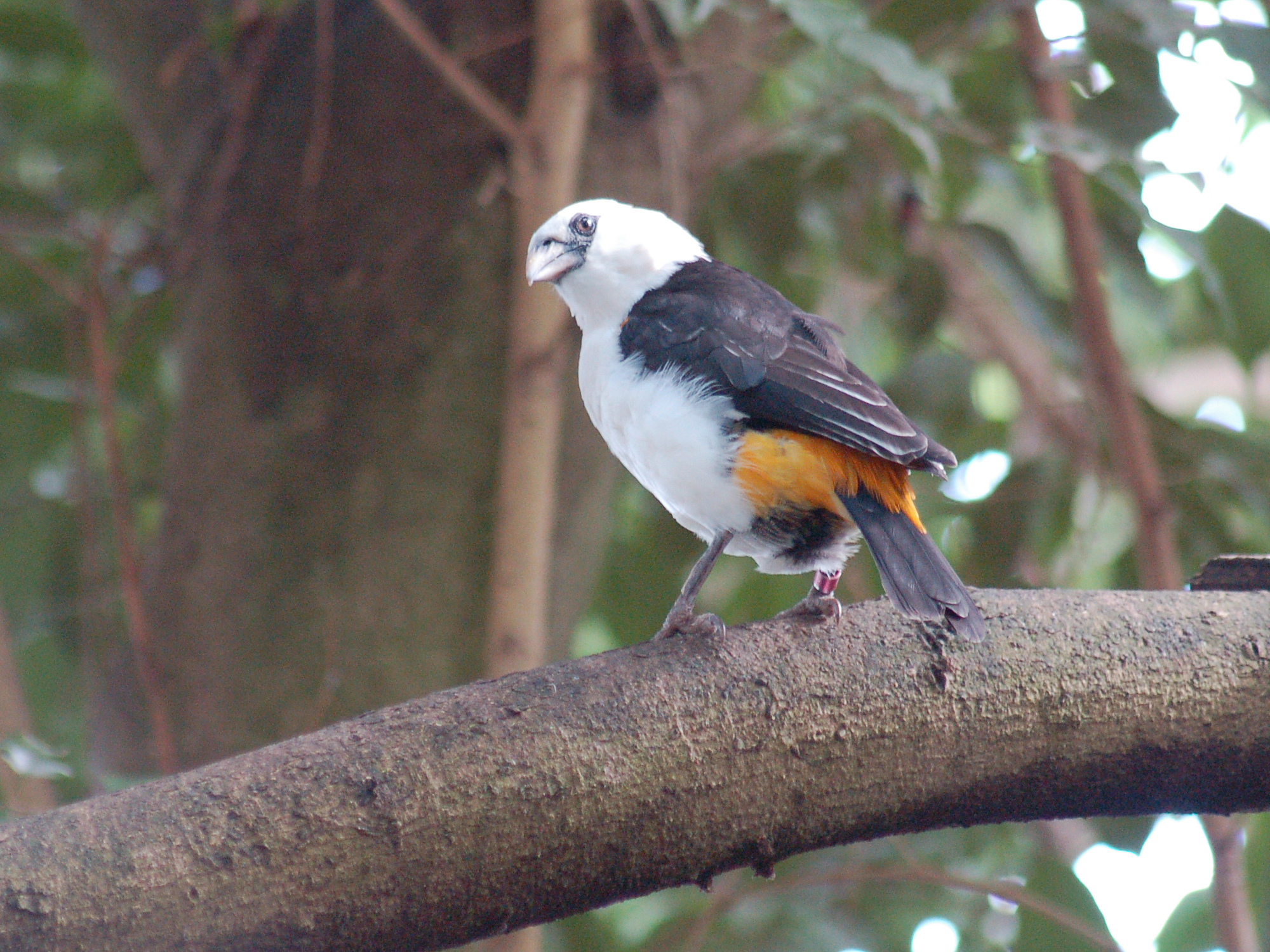
Dinemellia dinemelli

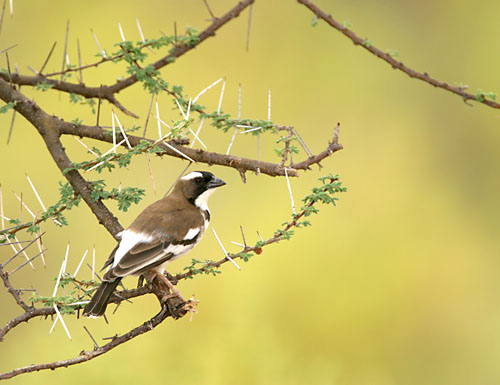
Plocepasser mahali

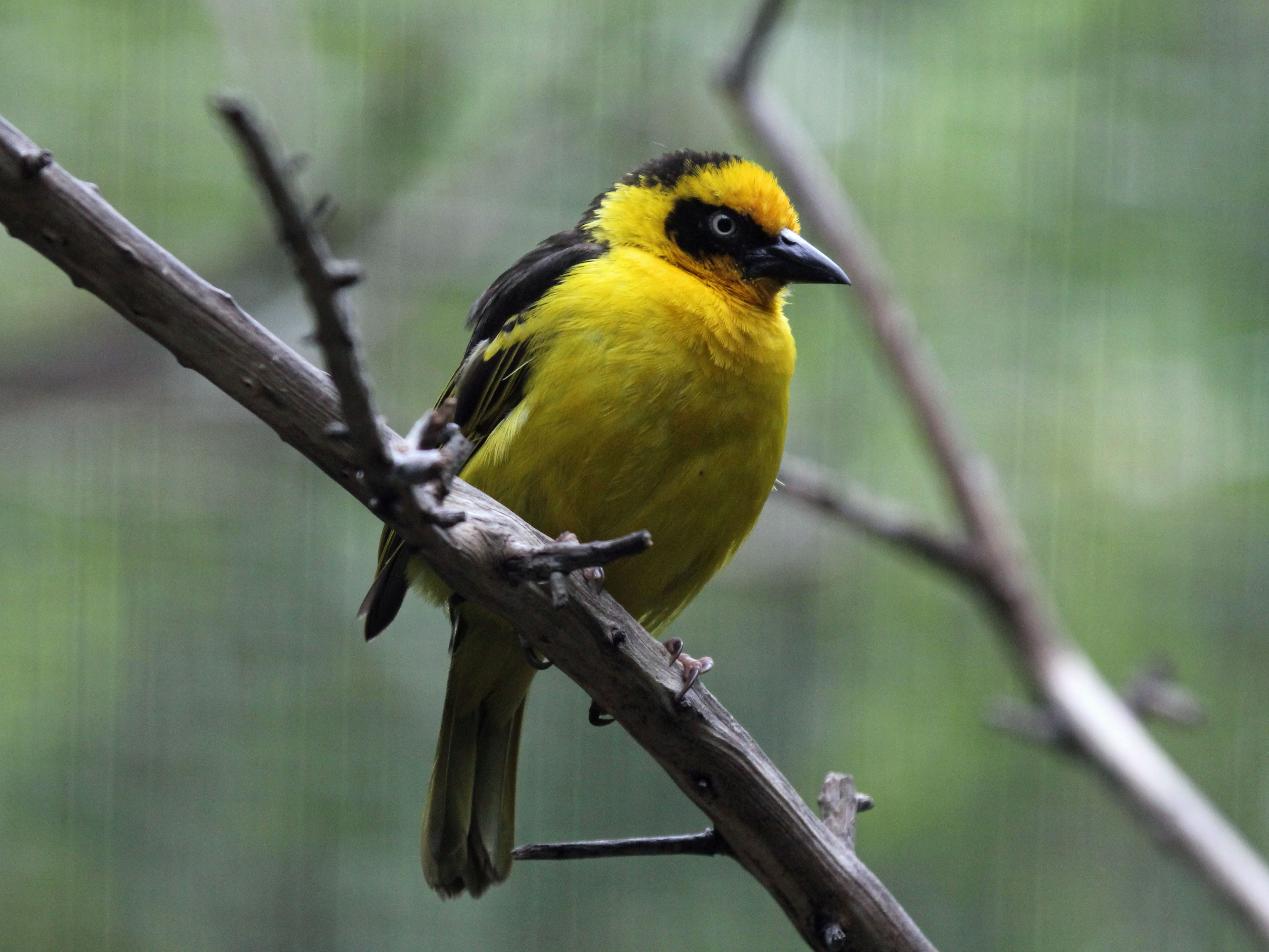
Ploceus baglafecht

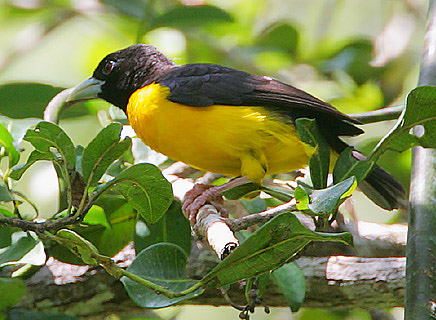
Ploceus bicolor

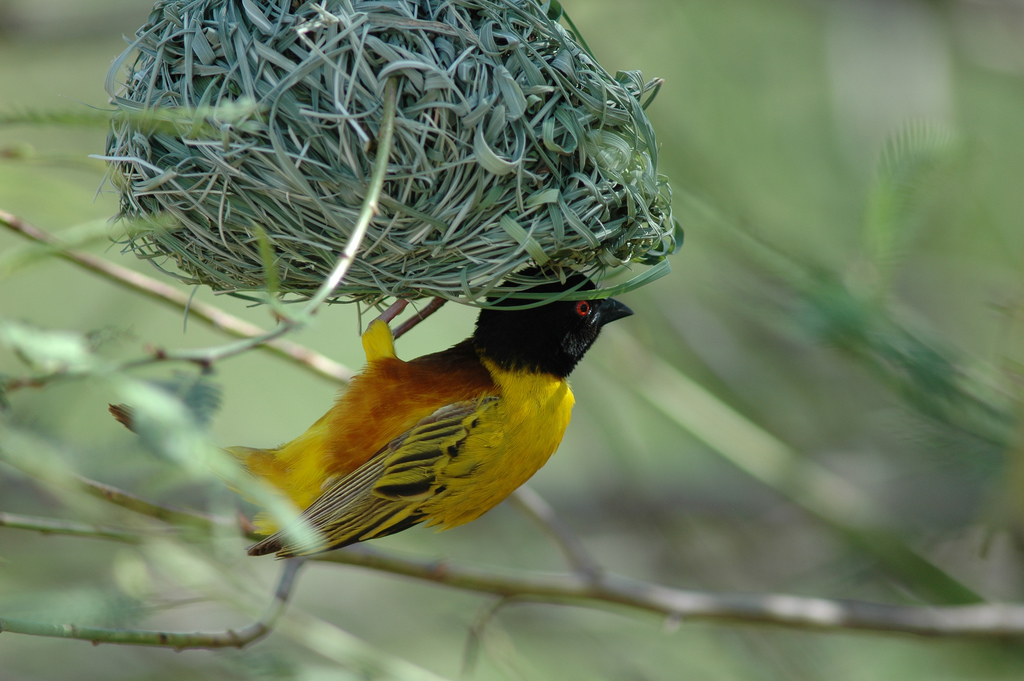
Ploceus jacksoni

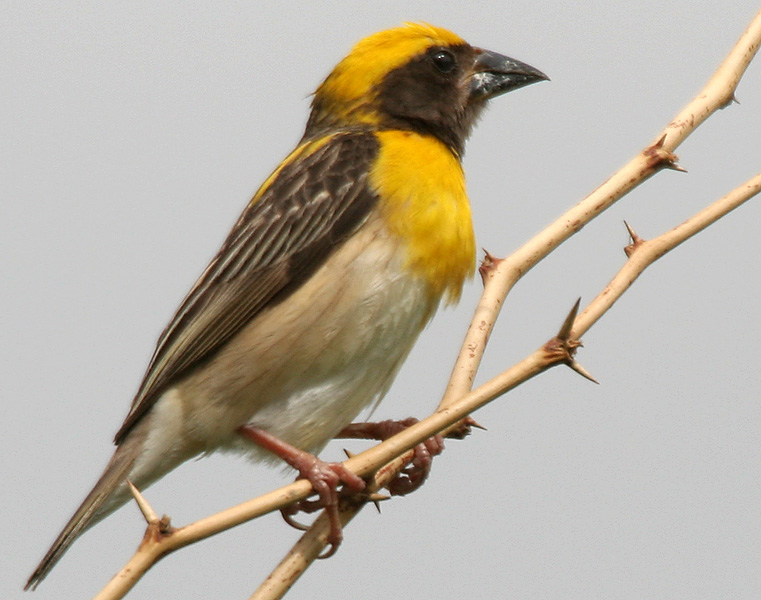
Ploceus philippinus

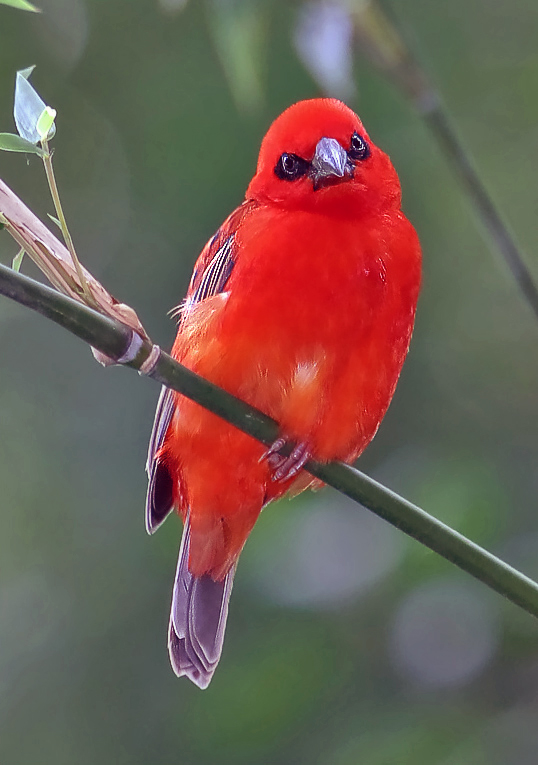
Foudia madagascariensis

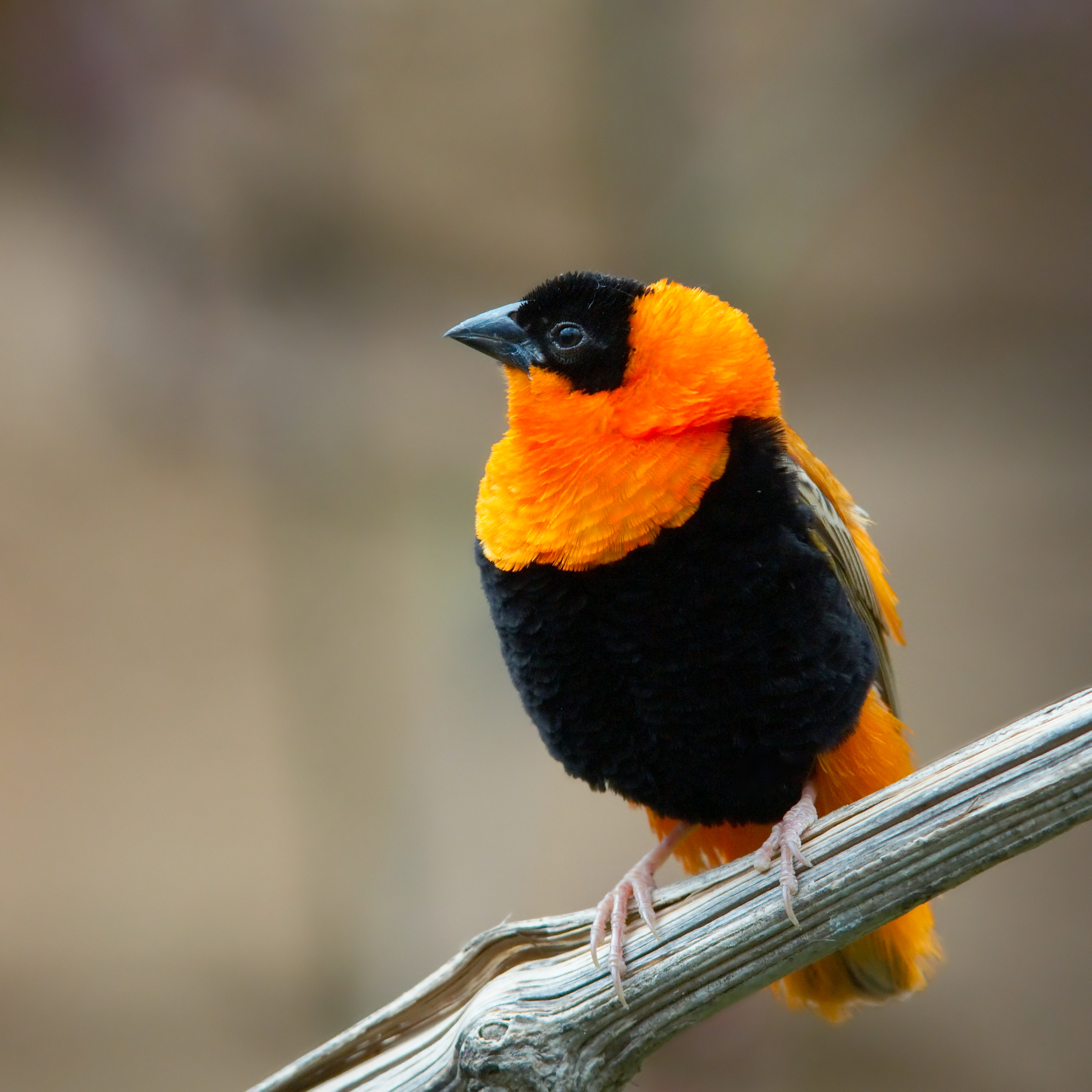
Euplectes franciscanus

  - Bubalornis albirostris (Vieillot, 1817) - tessitore dei bufali beccobianco
  - Bubalornis niger A. Smith, 1836 - tessitore dei bufali beccorosso
- Genere Dinemellia Reichenbach, 1863
  - Dinemellia dinemelli (Rüppell, 1845) - tessitore dei bufali testabianca
- Genere Plocepasser A. Smith, 1836
  - Plocepasser mahali A. Smith, 1836
  - Plocepasser donaldsoni Sharpe, 1895
  - Plocepasser superciliosus (Cretzschmar, 1827)
  - Plocepasser rufoscapulatus Büttikofer, 1888
- Genere Histurgops Reichenow, 1887
  - Histurgops ruficauda Reichenow, 1887
- Genere Pseudonigrita Reichenow, 1903
  - Pseudonigrita arnaudi (Bonaparte, 1850)
  - Pseudonigrita cabanisi (G.A.Fischer & Reichenow, 1884)
- Genere Philetairus A. Smith, 1837
  - Philetairus socius (Latham, 1790)
- Genere Sporopipes Cabanis, 1847
  - Sporopipes frontalis (Daudin, 1800) - tessitore frontesquamosa
  - Sporopipes squamifrons (A. Smith, 1836) - tessitore squamoso
- Genere Amblyospiza Sundevall, 1850
  - Amblyospiza albifrons (Vigors, 1831) - tessitore beccogrosso
- Genere Ploceus Cuvier, 1816
  - Ploceus baglafecht (Daudin, 1802) - tessitore di Baglafecht
  - Ploceus bannermani Chapin, 1932 - tessitore di Bannerman
  - Ploceus batesi (Sharpe, 1908) - tessitore di Bates
  - Ploceus nigrimentus Reichenow, 1904 - tessitore mentonero
  - Ploceus bertrandi (Shelley, 1893) - tessitore di Bertrand
  - Ploceus pelzelni (Hartlaub, 1887) - tessitore di Pelzeln
  - Ploceus subpersonatus (Cabanis, 1876) - tessitore di Loanga
  - Ploceus luteolus (Lichtenstein, 1823) - tessitore piccolo mascherato
  - Ploceus ocularis A. Smith, 1828 - tessitore dagli occhiali
  - Ploceus nigricollis (Vieillot, 1805) - tessitore giallo e nero
  - Ploceus alienus (Sharpe, 1902) - tessitore straniero
  - Ploceus melanogaster Shelley, 1887 - tessitore nero facciagialla
  - Ploceus capensis (Linnaeus, 1766) - tessitore del Capo
  - Ploceus temporalis (Barboza du Bocage, 1880) - tessitore di Bocage
  - Ploceus subaureus A. Smith, 1839 - tessitore dorato
  - Ploceus xanthops (Hartlaub, 1862) - tessitore dorato di Holub
  - Ploceus aurantius (Vieillot, 1805) - tessitore arancio
  - Ploceus heuglini Reichenow, 1886 - tessitore mascherato di Heuglin
  - Ploceus bojeri (Cabanis, 1869) - tessitore dorato delle palme
  - Ploceus castaneiceps (Sharpe, 1890) - tessitore dorato di Taveta
  - Ploceus princeps (Bonaparte, 1850) - tessitore dorato dell'Isola Principe
  - Ploceus castanops Shelley, 1888 - tessitore golabruna settentrionale
  - Ploceus xanthopterus (Hartlaub & Finsch, 1870) - tessitore dorato golabruna
  - Ploceus burnieri Baker, NE & Baker, EM, 1990 - tessitore di Kilombero
  - Ploceus galbula Rüppell, 1840 - tessitore di Rueppell
  - Ploceus taeniopterus (Reichenbach, 1863) - tessitore mascherato settentrionale
  - Ploceus intermedius Rüppell, 1845 - tessitore mascherato minore
  - Ploceus velatus Vieillot, 1819 - tessitore mascherato africano
  - Ploceus katangae (Verheyen, 1947) - tessitore mascherato del Katanga
  - Ploceus ruweti Louette & Benson, 1982 - tessitore mascherato di Lufira
  - Ploceus reichardi Reichenow, 1886 - tessitore mascherato della Tanzania
  - Ploceus vitellinus (Lichtenstein, 1823) - tessitore mascherato vitellino
  - Ploceus spekei (Heuglin, 1861) - tessitore di Speke
  - Ploceus spekeoides Grant & Mackworth-Praed, 1947 - tessitore di Fox
  - Ploceus cucullatus (Statius Müller, 1776) - tessitore testanera dei villaggi
  - Ploceus grandis (Gray, GR, 1844) - tessitore gigante
  - Ploceus nigerrimus Vieillot, 1819 - tessitore nero di Vieillot
  - Ploceus weynsi (Dubois, AJC, 1900) - tessitore di Weyns
  - Ploceus golandi (Clarke, S, 1913) - tessitore di Clarke
  - Ploceus dichrocephalus (Salvadori, 1896) - tessitore di Salvadori
  - Ploceus melanocephalus (Linnaeus, 1758) - tessitore testanera
  - Ploceus jacksoni Shelley, 1888 - tessitore di Jackson
  - Ploceus badius (Cassin, 1850) - tessitore color cannella
  - Ploceus rubiginosus Rüppell, 1840 - tessitore castano
  - Ploceus aureonucha Sassi, 1920 - tessitore nucadorata
  - Ploceus tricolor (Hartlaub, 1854) - tessitore tricolore
  - Ploceus albinucha (Barboza du Bocage, 1876) - tessitore nero di Maxwell
  - Ploceus nelicourvi (Scopoli, 1786) - tessitore di Nelicourvi
  - Ploceus sakalava Hartlaub, 1861 - tessitore di Sakalava
  - Ploceus hypoxanthus (Sparrman, 1788) - tessitore dorato asiatico
  - Ploceus superciliosus (Shelley, 1873) - tessitore compatto
  - Ploceus benghalensis (Linnaeus, 1758) - tessitore del Bengala
  - Ploceus manyar (Horsfield, 1821) - tessitore striato
  - Ploceus philippinus (Linnaeus, 1766) - tessitore di Baya
  - Ploceus megarhynchus Hume, 1869 - tessitore di Finn
  - Ploceus bicolor Vieillot, 1819 - tessitore di foresta
  - Ploceus preussi (Reichenow, 1892) - tessitore dorsodorato occidentale
  - Ploceus dorsomaculatus (Reichenow, 1893) - tessitore dorsogiallo
  - Ploceus olivaceiceps (Reichenow, 1899) - tessitore dorato testaoliva
  - Ploceus nicolli Sclater, WL, 1931 - tessitore di Usambara
  - Ploceus insignis (Sharpe, 1891) - tessitore capobruno
  - Ploceus angolensis (Barboza du Bocage, 1878) - tessitore alibarrate
  - Ploceus sanctithomae (Hartlaub, 1848) - tessitore di São Tomé
  - Ploceus flavipes (Chapin, 1916) - malimbo piedigialli
- Genere Malimbus Vieillot, 1805 -
  - Malimbus coronatus Sharpe, 1906 - malimbo corona rossa
  - Malimbus cassini  (Elliot, 1859) - malimbo golanera
  - Malimbus racheliae  (Cassin, 1857) - malimbo di Rachel
  - Malimbus ballmanni Wolters, 1974 - malimbo di Tai
  - Malimbus scutatus  (Cassin, 1849) - malimbo sottocoda rosso
  - Malimbus ibadanensis Elgood, 1958 - malimbo di Ibadan
  - Malimbus nitens  (Gray, JE, 1831) - malimbo di Gray
  - Malimbus rubricollis  (Swainson, 1838) - malimbo testarossa
  - Malimbus erythrogaster Reichenow, 1893 - malimbo ventrerosso
  - Malimbus malimbicus (Daudin, 1802) - malimbo dalla cresta
- Genere Anaplectes Reichenbach, 1863
  - Anaplectes rubriceps (Sundevall, 1850) - tessitore testarossa
- Genere Quelea Reichenbach, 1850
  - Quelea cardinalis (Hartlaub, 1880) - quelea cardinale
  - Quelea erythrops (Hartlaub, 1848) - quelea testarossa
  - Quelea quelea (Linnaeus, 1758) - quelea beccorosso
- Genere Foudia Reichenbach, 1850
  - Foudia madagascariensis  (Linnaeus, 1766) - tessitore fiammante
  - Foudia eminentissima Bonaparte, 1850 - tessitore rosso delle Mascarene
  - Foudia flavicans A.Newton, 1865 - tessitore di Rodrigues
  - Foudia aldabrana Ridgway, 1893 - tessitore di Aldabra
  - Foudia omissa Rothschild, 1912 - tessitore rosso di foresta
  - Foudia rubra  (J.F.Gmelin, 1789) - tessitore di Mauritius
  - Foudia sechellarum E.Newton, 1867 - tessitore delle Seychelles
- Genere Brachycope Reichenow, 1900
  - Brachycope anomala   (Reichenow, 1887) - tessitore codabreve
- Genere Euplectes Swainson, 1829
  - Euplectes afer (Gmelin, JF, 1789) - vescovo dorato
  - Euplectes diadematus G.A.Fischer & Reichenow, 1878 - vescovo fronterossa
  - Euplectes gierowii Cabanis, 1880 - vescovo di Gierow
  - Euplectes nigroventris Cassin, 1848 - vescovo rosso di Zanzibar
  - Euplectes hordeaceus (Linnaeus, 1758) - vescovo corona rossa
  - Euplectes orix (Linnaeus, 1758) - vescovo rosso
  - Euplectes franciscanus (Isert, 1789) - vescovo arancio
  - Euplectes aureus (J.F.Gmelin, 1789) - vescovo dorsodorato
  - Euplectes capensis (Linnaeus, 1766) - vescovo dal groppone giallo
  - Euplectes axillaris (A.Smith, 1838) - vedova coda a ventaglio
  - Euplectes macroura (J.F.Gmelin, 1789) - vedova dorsodorato
  - Euplectes hartlaubi (Barboza du Bocage, 1878) - vedova di Hartlaub
  - Euplectes psammacromius (Reichenow, 1900) - vedova di palude
  - Euplectes albonotatus (Cassin, 1848) - vedova alibianche
  - Euplectes ardens (Boddaert, 1783) - vedova dal collare rosso
  - Euplectes progne (Boddaert, 1783) - vedova codalunga
  - Euplectes jacksoni (Sharpe, 1891) - vedova di Jackson